# Matériel roulant du métro de New York

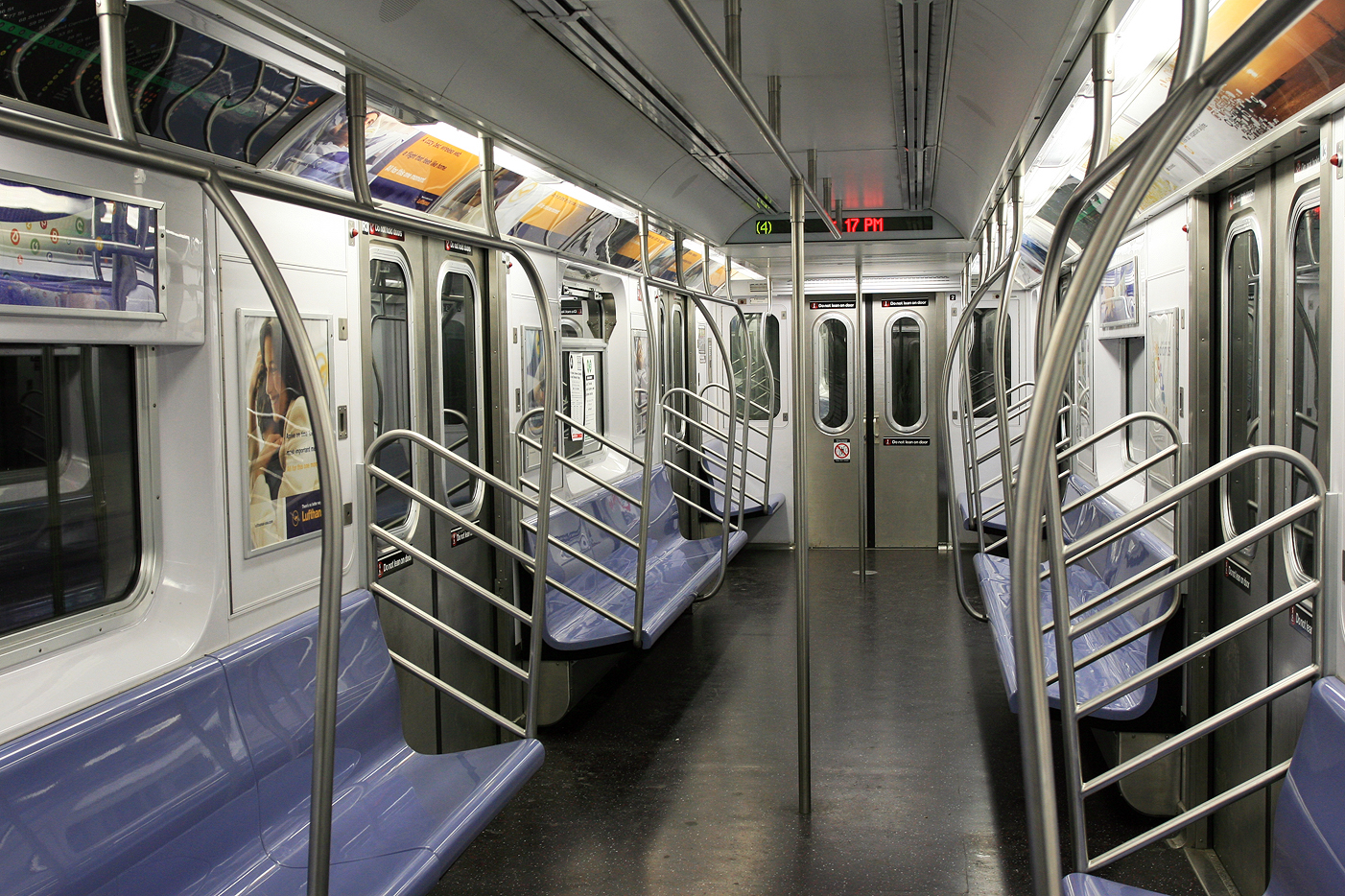
Intérieur d'une rame de type R142A de la ligne 4.

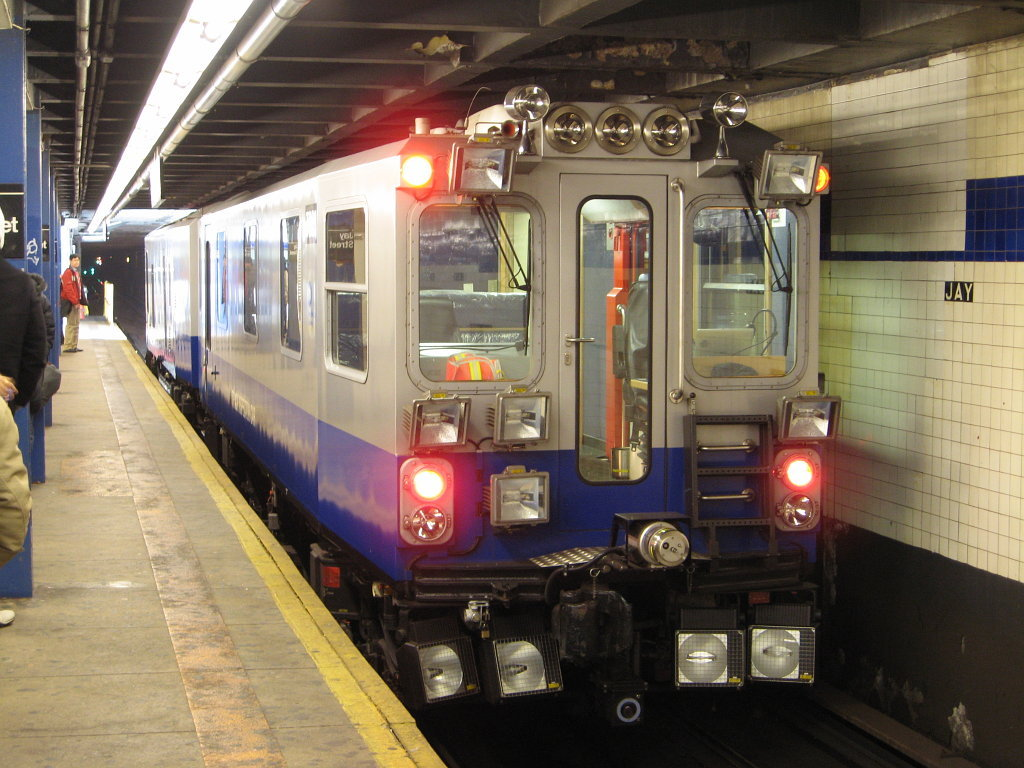
Une rame de maintenance au niveau de la station Jay Street – Borough Hall.

Le matériel roulant du métro de New York désigne l'ensemble des véhicules, moteurs ou remorqués qui sont utilisés sur le réseau métropolitain de la ville de New York. Étant donné la taille du réseau, qui comporte 375 km de lignes, ce qui représente environ 1 050 km de voies commercialement exploitées, et environ 1 350 km (842 miles) de rails au total, le métro de New York possède la plus grande flotte de rames de métro au monde. En date de janvier 2012, elle se composait de 6 293 voitures sur la liste de la New York City Transit Authority, une filiale de la Metropolitan Transportation Authority chargée entre autres d'opérer et entretenir le métro.

## Présentation

### Un métro, deux réseaux: division A et B
En date de janvier 2012, 6 293 voitures figurent sur la liste de la New York City Transit Authority. Bien que la consolidation de trois anciens réseaux concurrents, l'IRT, la BMT et l'IND pour former un unique réseau métropolitain ait eu lieu en 1940, le matériel roulant du métro de New York est toujours classé en deux « divisions » qui correspondant aux réseaux historiques, qui avaient tous deux des caractéristiques propres en termes de spécificités techniques (écartement des rails, type de trains) Ainsi, les anciens métros de l'IRT portent aujourd'hui le nom de Division A et correspondent aux lignes numérotées (exception faite de la S 42nd Street Shuttle). Ceux de la BMT et de l'IND correspondent quant à eux à la Division B qui regroupe les lignes lettrées. Un métro typique comporte huit à onze voitures, bien que certaines lignes courtes, baptisées navettes (shuttles) puissent n'en comporter que deux. La longueur d'un métro est donc variable, allant de 46 à 183 mètres.
Les métros de chacune des deux divisions ne sont pas autorisés à circuler en dehors de leur réseau. En particulier, et bien qu'ils soient compatibles, les trains de la Division A ne sont pas autorisés à circuler sur les réseaux de la BMT et de l'IND pour des raisons de sécurité, car l'espace entre les quais et les rames est trop large pour une utilisation par des passagers. Au contraire, les rames de la Division B, trop larges, ne sont pas compatibles avec les tunnels et les stations des autres réseaux. En outre, les mécanismes d'arrêt d'urgence des deux réseaux ne sont pas compatibles, étant situés de deux côtés différents des voies. En revanche, les trains utilisés pour la maintenance sont composés de voitures au format du réseau de l'IRT, et peuvent être utilisés sur le réseau entier grâce à des systèmes d'arrêt d'urgence placés des deux côtés des voitures.
Du fait de ces différences de réseaux, la New York City Transit Authority entretient deux flottes de rames distinctes. La largeur moyenne des voitures de la Division A est de 2,67 mètres pour une longueur de 15,54 mètres, contre 3,05m et 18,44 à 23,01m respectivement sur la Division B. La Division B dispose en outre d'une flotte spéciale utilisée sur la BMT Eastern Division par les lignes J, L, M et Z. Étant donné que les virages sont plus serrés et que les quais sont plus courts sur cette section, seules des rames d'une longueur de 18,29 mètres peuvent y circuler. Par conséquent, en date d’aout 2011, seules des unités jumelles de voitures R42, ou des ensembles de quatre voitures de type R143 ou R160 sont détachées sur la BMT Eastern Division. Les autres unités de la flotte, de type R44, R46, R68 et R68A n'étant pas autorisées à y circuler.
L'ensemble des voitures achetées par la ville de New York depuis le lancement du réseau public de l'IND, puis depuis 1948 sur les deux autres réseaux est identifié par la lettre R, suivie d'un nombre. Ce numéro correspond au contrat dans le cadre duquel les voitures ont été achetées. Des voitures qui portent un numéro différent peuvent donc être identiques si elles ont été achetées dans le cadre de contrats différents. C'est par exemple le cas des voitures R1, R21, R36WF (pour World Fair).
À l'occasion de la reconstruction des voitures R44 et R46, les panneaux « rotatifs » d'affichage de la destination situés sur les côtés des voitures ont laissé place à des écrans LCD électroniques, mais ces mêmes panneaux ont été conservés sous la forme de panneaux rotatifs à l'avant des trains. L'inverse s'est produit lors du renouvellement de la flotte des R32 et des R38, où un écran LCD apparut à l'avant des trains, alors que les panneaux traditionnels furent maintenus sur les côtés.

### Caractéristiques de la flotte
La plupart des voitures de l'IND/BMT (Division B) font 18,3m de long, sauf mention contraire. Les exceptions sont les voitures des contrats R44, R46, R68 et R68A qui font toutes 22,9 mètres de long. Toutes les voitures de la division A mesurent 15,5 mètres. En outre, l'ensemble des voitures acquises sur les deux réseaux depuis le contrat R38 sont en acier inoxydable.
Toutes les rames sont équipées de l'air conditionné depuis le contrat R42. Les séries R38 numérotées 4140-49 et R40 numérotées 4350–4549 en étaient également équipées, et toutes les voitures des séries R26-R40 qui n'en étaient pas pourvues ont été modifiées, à l'exception des séries R27, R30 et R33. Les voitures dans lesquels l'air conditionné ne fonctionne pas ne sont pas censées être mises en service.

### Renouvellement et maintenance de la flotte
Au cours de la dernière décennie, la MTA a procédé au renouvellement d'une partie importante de sa flotte. En particulier, depuis 1999, les flottes R142, R142A, R143, R160A et R160B ont été ajoutées au roster,. En outre, toutes les voitures construites depuis 1992 (y compris les modèles R110A et R110B aujourd'hui retirés de la circulation) sont équipées d'écrans digitaux à l'avant, sur les côtés ainsi qu'à l'intérieur. La seule exception étant l'ancienne série R110B qui utilisait un affichage rotatif à l'avant.
Une partie des anciennes voitures, (dont certaines datent de l'origine de l'IRT et de la BMT) est conservée au New York Transit Museum tandis que les autres ont été vendues à des particuliers ou à des musées ferroviaires. Entre 1984 et 1989, certaines voitures de l'IRT utilisées sur le réseau furent peintes en rouge, ce qui leur valut le surnom de Redbird trains (en). Il s'agit des voitures achetées lors des contrats R26, R28, R29, R30, R33 et R36. Beaucoup d'entre elles sont toujours utilisées comme trains de maintenance (surtout celles issues du contrat R33). Depuis lors, toutes ces anciennes voitures ont été remplacées par des modèles plus modernes (R142, R142A) entre 2000 et 2005. En date de juillet 2010, la plupart des anciennes voitures du réseau BMT/IND (R32, R38, R40, R40A, R42, R44) ont été remplacées par des R160.

## Flotte actuelle

### Division A
| Numéro de contrat | Année de construction et fabricant             | Photo | Numéro de série (Total commandé)                         | CBTC | Lignes           | Lieu de Stockage | Notes |
| ----------------- | ---------------------------------------------- | ----- | -------------------------------------------------------- | ---- | ---------------- | --- | --- |
| R62               | 1983–1985 Kawasaki Heavy Industries            |       | 1301–1625 (325 au total, 315 en service)                 | Non  | (1) · (3)        | - Livonia | - Initialement en voitures individuelles, à présent en ensembles de cinq voitures. - 10 voitures retirées et envoyées à la casse. |
| R62A              | 1984–1987 Bombardier Transportation            |       | 1651–2475 (825 au total, 824 en service)                 | Non  | (1) · (6) · (S1) | - 240th Street - Livonia | - Initialement voitures seules (toujours le cas pour les séries 19xx), mais assemblage de cinq voitures pour toutes les autres - 1661-1900 et 2156-2475 (et certaines 19xx) possèdent des cabines de pilotage intégrales aux extrémités des ensembles. - 1651-1660 et 2001-2155 possèdent des demi cabines de contrôle aux extrémités des ensembles. - Une voiture (1909) retirée et envoyée à la casse.                                                            |
| R142              | 1999–2002 Bombardier Transportation            |       | 1101–1250, 6301–7180 (1030 au total)                     | Non  | (2) · (5) · (4)  | - 180th Street - 239th Street - Mosholu | - Les voitures dont les numéros se terminent par 1, 5, 6 et 0 sont des voitures-pilotes, et sont appelées voitures "A". - Les voitures dont les numéros se terminent par 2, 3, 4, 7, 8 et 9 ne possèdent pas de cabine de contrôle et sont appelées voitures "B". - Toutes les rames sont assemblées en groupes de cinq voitures respectant la configuration A-B-B-B-A.                                                                                             |
| R142A             | 2000–2002, 2004-2005 Kawasaki Heavy Industries |       | 7221–7810 (600 au total, 590 en service)                 | Non  | (4)              | - Mosholu - Westchester | - Les voitures dont les numéros se terminent par 1, 5, 6 et 0 sont des voitures-pilotes, et sont appelées voitures "A". - Les voitures dont les numéros se terminent par 2, 3, 4, 7, 8 et 9 ne possèdent pas de cabine de contrôle et sont appelées voitures "B". - Toutes les rames sont assemblées en groupes de cinq voitures respectant la configuration A-B-B-B-A. - 380 voitures (38 ensembles) seront converties en R188 d'ici 2015 sur l'IRT Flushing Line. |
| R188              | 2012–2016 Kawasaki Heavy Industries            |       | 7211–7220, 7811–7936 (506 au total) (Livraison en cours) | Oui  | (7)              | - Rames en ensembles de 5 ou 6 voitures - La commande consiste en une combinaison de 126 nouvelles voitures et en la conversion de 380 voitures de type R142A par le fabricant,. | |

### Division B
| R44           | 1971–1973 St. Louis Car Company                             | 22,86m |  | - 388–435 - 436–466 (numéros pairs seulement) (352 au total, 63 toujours en service)                       | Non | Staten Island Railway              | - Clifton                               | - Les voitures à numéros pairs possèdent des cabines de contrôle intégrales, et sont appelées voitures "A". - Les voitures à numéros impairs n'ont pas de fenêtres à leurs extrémités et sont appelées voitures "B". - Toutes les voitures de type R44 étaient assemblées en ensembles de 4 voitures selon la configuration A-B-B-A. - L'ensemble des voitures du Staten Island Railway sont individuelles. - Les numéros originaux étaient 100–387 mais ils ont été changés en 5202–5479. - L'ensemble des voitures de ce modèle ont été retirées en avant ou en 2010 en raison de problèmes d'intégrité structurelle. |
| R46           | 1975–1978 Pullman Company                                   | 22,86m |  | - 5482–6207 (ensembles de 4 voitures) - 6208–6258 (numéros pairs seulement) (754 au total, 752 en service) | Non | (A) · (C) · (G) · (N) · (Q) · (W)  | - Pitkin - Coney Island Complex         | - Les voitures à numéros pairs possèdent des cabines de contrôle intégrales, et sont appelées voitures "A". - Les voitures à numéros impairs n'ont pas de fenêtres à leurs extrémités et sont appelées voitures "B". - La plupart des voitures de ce type sont assemblées selon la configuration A-B-B-A. - Les voitures aux numéros de série plus élevés sont assemblées selon la configuration A-A (6208–6258), avec seulement une paire A-B (6206–6207). - Deux voitures ont été envoyées à la casse avant le General Overhaul: la 941 et la 1054 (numérotation d'origine).                                          |
| R68           | 1986–1988 Westinghouse Electric Corporation & AMRail        | 22,86m |  | 2500–2924 (425 au total)                                                                                   | Non | (B) · (D) · (N) · (Q) · (W) · (S2) | - Concourse - Coney Island Complex      | - Initialement en voitures individuelles, les voitures numérotées 2500–2915 sont maintenant en ensembles de 4 voitures. - Les voitures numérotées 2916–2924 sont toujours individuelles et sont utilisées sur le Franklin Avenue Shuttle. |
| R68A          | 1988–1991 Kawasaki Heavy Industries                         | 22,86m |  | 5001–5200 (200 au total)                                                                                   | Non | (B) · (N) · (Q) · (W)              | - Coney Island Complex                  | - Initialement en voitures individuelles, les voitures numérotées 5001-5200 sont maintenant en ensembles de 4 voitures. |
| R143          | 2001–2003 Kawasaki Heavy Industries                         | 18,29m |  | 8101–8312 (212 au total, 208 en service)                                                                   | Oui | (L)                                | East New York                           | - Toutes les voitures sont assemblées en ensembles de 4 voitures selon la configuration A-B-B-A. - Les voitures "A" possèdent des cabines de contrôle intégrales, tandis que les voitures "B" ne possèdent pas de cabine de contrôle. - Quatre voitures (8277–8280) ont été retirées de la circulation en 2006 en raison d'une collision avec un heurtoir. |
| R160A / R160B | 2005–2010 Alstom Transportation & Kawasaki Heavy Industries | 18,29m |  | 8313–8652, 9943–9974 (ensemble de 4 voitures) (372 voitures)                                               | Oui | (J) · (L) · (M) · (Z)              | - East New York                         | - Les voitures "A" possèdent des cabines de contrôle intégrales, tandis que les voitures "B" ne possèdent pas de cabine de contrôle. - 8313–8652, 9943–9974: assemblage dans la configuration A-B-B-A. - 8313–8376: compatibles avec le CBTC - 8653–9942: les voitures terminant par 3, 7, 8 et 2 sont des voitures "A". - 8653–9942: les voitures terminant par 4, 5, 6, 9, 0 et 1 sont des voitures "B". - 8653–9942: assemblage de 5 voitures dans la configuration A-B-B-B-A |
| R160A / R160B | 2005–2010 Alstom Transportation & Kawasaki Heavy Industries | 18,29m |  | 8653–9942 (ensembles de 5 voitures) (1290 voitures) (1662 au total)                                        | Non | (E) · (F) · (G) · (R)              | - Jamaica                               | - Les voitures "A" possèdent des cabines de contrôle intégrales, tandis que les voitures "B" ne possèdent pas de cabine de contrôle. - 8313–8652, 9943–9974: assemblage dans la configuration A-B-B-A. - 8313–8376: compatibles avec le CBTC - 8653–9942: les voitures terminant par 3, 7, 8 et 2 sont des voitures "A". - 8653–9942: les voitures terminant par 4, 5, 6, 9, 0 et 1 sont des voitures "B". - 8653–9942: assemblage de 5 voitures dans la configuration A-B-B-B-A |
| R179          | 2016–2021 Bombardier Transportation                         | 18,29m |  | 3010–3337                                                                                                  | Non | (A) · (C) · (J) · (M) · (S3) · (Z) | - 207th Street - East New York - Pitkin | 3050–3237: Ensemble de quatre voitures 3010–3049; 3238–3337: Ensemble de cinq voitures |
| R211          | 2021–actuel Kawasaki Heavy Industries                       | 18,29m |  | à venir | Oui | (A) · (C) · (G) · (S3) · (SIR)     | - Clifton - Coney Island - Pitkin       | |

## Divers
- Les voitures des contrats numérotés R39 et R55 ne furent jamais construites.
- Pendant la Seconde Guerre mondiale, un ensemble de voitures utilisées dans des lignes aériennes de New York, et datant de la fin du XIXe siècle a été envoyé dans la baie de San Francisco par la United States Maritime Commission afin d'être utilisée dans le Shipyard Railway, une ligne ferroviaire électrique temporaire destinée à transporter les ouvriers vers le Kaiser Shipyards. Après la guerre, la plupart d'entre elles furent vendues à un motel local, mais on ne sait pas ce qu'elles sont devenues par la suite. Cependant, deux d'entre elles ont été acquises et restaurées par le Western Railway Museum à Rio Vista. (Photos disponibles sur[13])
- Il existe plusieurs exemples de voitures qui ont été construites dans des contrats numérotés sans finalité d'exploitation commerciale, tels que le R95 (train de collecte de fonds), le R127 (train à ordures) et le R156 (locomotive de maintenance)[14]